# Приобская лошадь
Приобская лошадь — аборигенная порода лошадей северного лесного типа, распространённая на территории Западно-Сибирской низменности в ХМАО-Югре.

## История породы
Первые исследования приобских лошадей были проведены в первые десятилетия Советской власти. В 1936-1937 гг. в рамках всесоюзной программы по исследованию состояния аборигенных пород лошадей с целью изучения возможностей их использования в народном хозяйстве Остяко-Вогульский национальный округ посетили экспедиция Всесоюзного научно-исследовательского института коневодства (ВНИИК) под руководством М.И. Рогалевича. Основными задачами экспедиции было выявление зоотехнически неизвестной на тот момент группы лошадей, а также обследование кормовых условий региона.
В 1950 г. в экспозицию павильона «Сибирь» Всесоюзной сельскохозяйственной выставки по разделу «Тюменская область» была включена приобская порода лошадей.
Следующее крупное обследование приобской лошади состоялось после Великой Отечественной войны в 1953-1955 гг. О.К. Смирновым в рамках работы в отделе животноводства Ханты-Мансийской сельскохозяйственной опытной станции. По результатом обследования более чем 600 голов в 3 районах округа (Ханты-Мансийском, Микояновском и Берёзовском) были сделаны выводы о том, что суровый климат и особенности использования приобской лошади сделали её феноменально выносливой, исключительно неприхотливой и нетребовательной в содержании. Было также отмечено, что начиная с 1940 г. в Ханты-Мансийском национальном округе стало шире применяться межпородное скрещение главным образом с рысаками. Метизация велась, по словам О. Смирнова, бессистемно и неправильно, в результате чего уже к концу 1950-х гг. встал вопрос о сохранении породы в принципе.
С начала 1970-х и до середины 1980-х гг. для укрупнения приобской лошади в целях получения большего выхода мяса было принято решение повторного «прилития крови» других пород. В некоторые районы округа, находящиеся в относительной близости от железнодорожных станций, ограниченно были ввезены жеребцы-производители русской тяжеловозной, торийской, башкирской и эстонской пород. Скрещивание приобской лошади с данными породами не ухудшило исходную породу. Приобская лошадь получила новые качества, такие как увеличение живой массы, улучшение экстерьера. Хотя при этом стала возможной потеря таких ценных качеств, как выносливость или адаптация к местным условиям, что требовало дополнительного обследования поголовья.

## Современное состояние
На середину 2023 г. на территории ХМАО-Югры насчитывалось 2,8 тыс. голов лошадей, из них - 1028 голов в Ханты-Мансийском районе, 500 - Нижневартовском, 387 - Октябрьском и 379 - Сургутском. Вместе с тем, более 90% поголовья сконцентрировано в сельских населённых пунктах в долине Оби и Иртыша, что обусловлено наличием богатых кормовых угодий – пойменных лугов.
Работа по изучению нынешнего состояния приобской лошади проводится на территории Ханты-Мансийского, Октябрьского, Кондинского, Белоярского и Берёзовского районов Югры. Основными гнёздами распространения породы являются населённые пункты Белогорье и Цингалы, Шеркалы, Тугияны.